# Peltophryne
Peltophryne – rodzaj płazów bezogonowych z rodziny ropuchowatych (Bufonidae).

## Zasięg występowania
Rodzaj obejmuje gatunki występujące na Wielkich Antylach (Kuba, Isla de la Juventud, Haiti i Portoryko).

## Systematyka

### Etymologia
- Chascax: gr. χασκαξ khaskax, χασκακος khaskakos „głupi, nieskomplikowany”[7]. Gatunek typowy:  Bombinator strumosus Merrem, 1820 (= Bufo strumosus Daudin, 1802, = Bufo güntheri Cochran, 1941).
- Peltophryne (Peltaphryne): gr. πελτη peltē „mała tarcza bez obramowania”[8]; φρυνη phrunē, φρυνης phrunēs „ropucha”[9].
- Otaspis: ους ous, ωτος ōtos „ucho”[10]; ασπις aspis, ασπιδος aspidos „tarcza”[11]. Gatunek typowy: Peltaphryne empusa Cope, 1862.

### Podział systematyczny
Do rodzaju należą następujące gatunki:
- Peltophryne armata Landestoy T., Turner, Marion & Hedges, 2018
- Peltophryne cataulaciceps (Schwartz, 1959)
- Peltophryne dunni (Barbour, 1926)
- Peltophryne empusa Cope, 1862
- Peltophryne florentinoi (Moreno & Rivalta, 2007)
- Peltophryne fluviatica (Schwartz, 1972)
- Peltophryne fustiger (Schwartz, 1960)
- Peltophryne guentheri (Cochran, 1941)
- Peltophryne gundlachi (Ruibal, 1959)
- Peltophryne lemur Cope, 1869
- Peltophryne longinasus (Stejneger, 1905)
- Peltophryne peltocephala (von Tschudi, 1838) – ropucha karaibska[12]
- Peltophryne ramsdeni (Barbour, 1914)
- Peltophryne taladai (Schwartz, 1960)